# Tecalitlán
Tecalitlán est une ville et une municipalité de l'État de Jalisco au Mexique.
La municipalité a 16 579 habitants en 2015.

## Toponymie et héraldique
Le toponyme Tecalitlán vient du nahuatl Tecalitlánque qui dérive des mots tetl : pierre, cálli : maison et tlan : lieu. Il signifie selon les auteurs « à côté des maisons en pierre » ou encore « là où abondent les pierres pour des maisons ».
Le blason de la municipalité comprend un écu et des ornements extérieurs significatifs. L'écu représente
1. le Volcán de Colima et le Nevado de Colima vus de la ville ;
2. un harpiste mariachi devant des arcades de style colonial ;
3. le glyphe du nom nahuatl Tecalitlánque ;
4. une sucrerie[1].

La couronne en or au-dessus de l'écu et l'aigle royal représentent respectivement la puissance et la liberté. Les colonnes ornées de rubans rouge et vert symbolisent la force et le patriotisme. La date 1776 est l'année de la fondation de la ville hispanique.
Une première version du blason est élaborée en 1976 pour commémorer le bicentenaire de la fondation, une deuxième version est parue en 1994 et la présente version date de 1999.

## Géographie
La ville de Tecalitlán, chef-lieu de la municipalité, est située à 1 600 m d'altitude dans la région « Sud-Est » de l'État de Jalisco. Elle se trouve à une quarantaine de kilomètres au sud-est de Ciudad Guzmán et à une soixantaine de kilomètres au nord-est de Colima.
La municipalité est limitrophe de l'État de Michoacán et entourée par d'autres municipalités de l'État de Jalisco. Elle est proche de l'État de Colima mais c'est la municipalité voisine Pihuamo (es) qui est limitrophe de cet État.
| Tuxpan       | Zapotiltic (es)     | Tamazula de Gordiano    |
| Pihuamo (es) | Tecalitlán          | Jilotlán de los Dolores |
|              | (État de Michoacán) |                         |

La flore de la municipalité est essentiellement composée du cèdre, de l'acajou, de la grenadelle, de l'hozote, de la guasima (Guazuma ulmifolia), du mesquite, de pins et de chênes.
La faune comprend le renard, le coyote, le cerf, le lapin, la mouffette, le tatou ainsi que des oiseaux et des reptiles.
On trouve dans la municipalité
des cultures de maïs, canne à sucre, haricots et plantes potagères ;
des élevage de bovins, porcs, chèvres, volailles, et des ruches ;
des forêts sur une surface de 79 055 ha, exploitées principalement dans la sierra El Alo ;
des gisements de fer, de manganèse, d'opale, de barytine et de cristal de roche.
La température moyenne annuelle est de 22 °C.
Les précipitations annuelles moyennes font 730,4 mm.
Il pleut principalement en juillet et en août.
Il y a 45 jours de gel par an en moyenne.

## Histoire

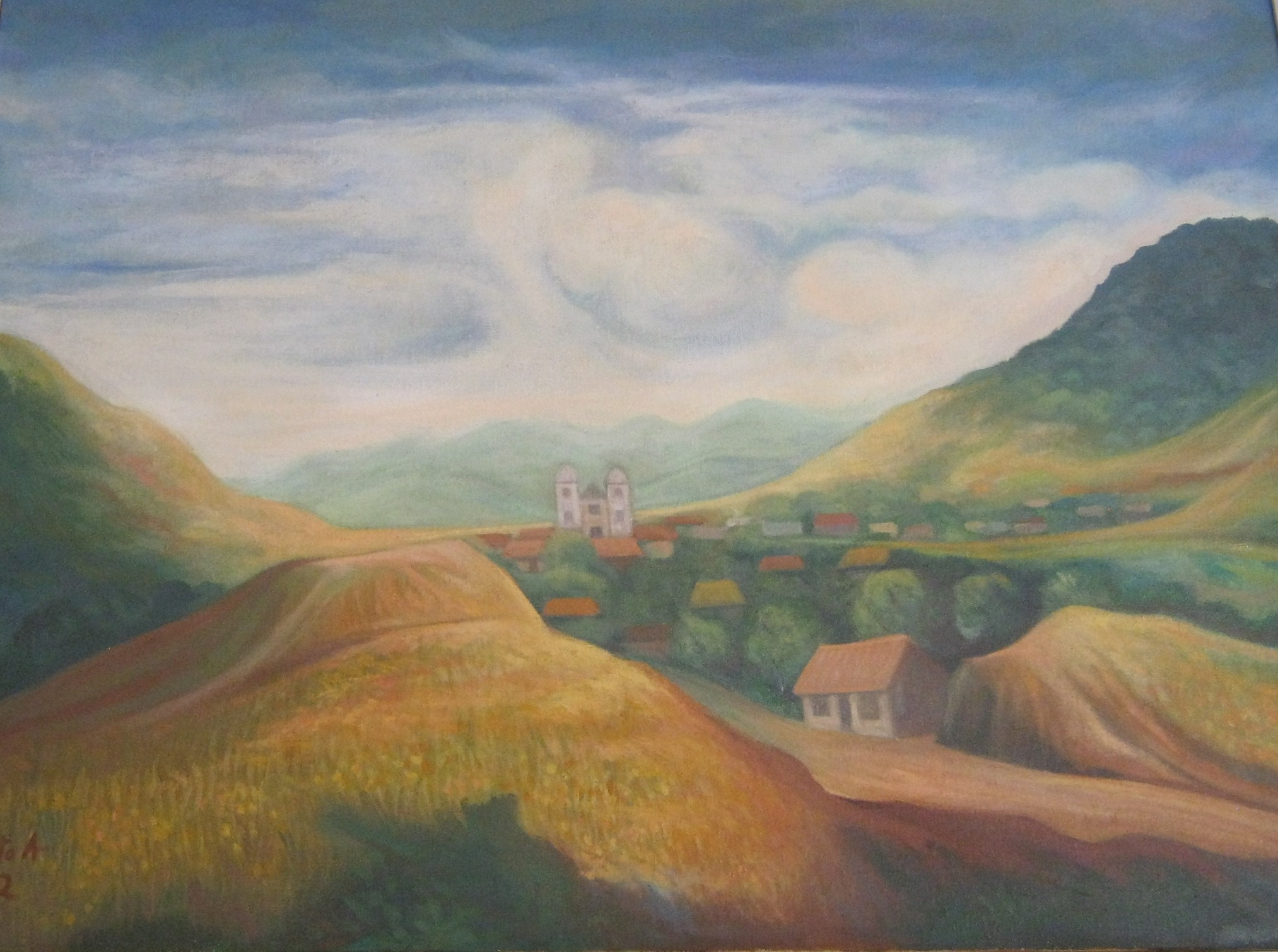
Tecalitlán, 1982. Peinture de.

### Période coloniale et indépendance
Le 6 décembre 1776, le maire de Colima fonde la ville hispanique sous le nom de « Valle de Nuestra Señora de Guadalupe de Tecalitlán ».
En 1825, Tecalitlán appartient au 4e canton de Sayula.
À partir de 1870 elle dépend du 9e canton de Zapotlán el Grande.
On ne sait pas exactement depuis quand elle a le statut de ville.
L'activité principale de Tecalitlán reste longtemps l'exploitation de la canne à sucre.
Les sucreries de La Guadalupe, de Purísima et de Santiago sont aujourd'hui toutes fermées.

### Violences récentes
Le 11 décembre 2010, onze personnes sont tuées lors des célébrations de la Vierge de Guadalupe : des hommes armés à bord de trois voitures tirent sur un autre groupe d'hommes armés sur la place principale de Tecalitlan[réf. souhaitée].
En janvier 2018, trois hommes d'affaires italiens sont enlevés par un groupe de policiers corrompus liés à un gang local.
L'un des dirigeants du cartel de Jalisco Nouvelle Génération, José Guadalupe Rodríguez Castillo, surnommé « El 15 », est appréhendé par le parquet fédéral en juillet 2018 dans le cadre de cette affaire. Le sort des Italiens disparus n'est pas connu.
Le 2 juillet 2018, le maire de Tecalitlán, Víctor Díaz Contreras, est tué par balle par un groupe non identifié de miliciens alors qu'il circule en voiture dans le quartier Emiliano Zapata, un employé municipal qui l'accompagne est blessé. Víctor Díaz Contreras était un membre du parti révolutionnaire institutionnel alors au pouvoir et l'un des plus jeunes maires de l'État de Jalisco.

## Démographie
En 2010 la municipalité compte 16 847 habitants dont 74 % de population urbaine pour une superficie de 1 326,44 km2. Elle comprend alors 188 localités dont les plus importantes sont le chef-lieu Tecalitlán, Fraccionamiento Acueducto, La Purísima, Ahuijullo et Santiago avec respectivement 12 411, 802, 582, 288 et 146 habitants.
Au recensement de 2015, la population de la municipalité passe à 16 579 habitants.
Les localités les plus habitées se trouvent au nord de la municipalité autour du chef-lieu.
La seule localité notable du sud de la municipalité, Ahuijullo, est isolée et d'accès difficile à plusieurs heures de route du chef-lieu.
De nombreux habitants émigrent aux États-Unis pour y travailler et envoyer de l'argent à leurs familles restées au pays[réf. souhaitée].

## Points d'intérêt
On peut relever parmi d'autres points d'intérêt

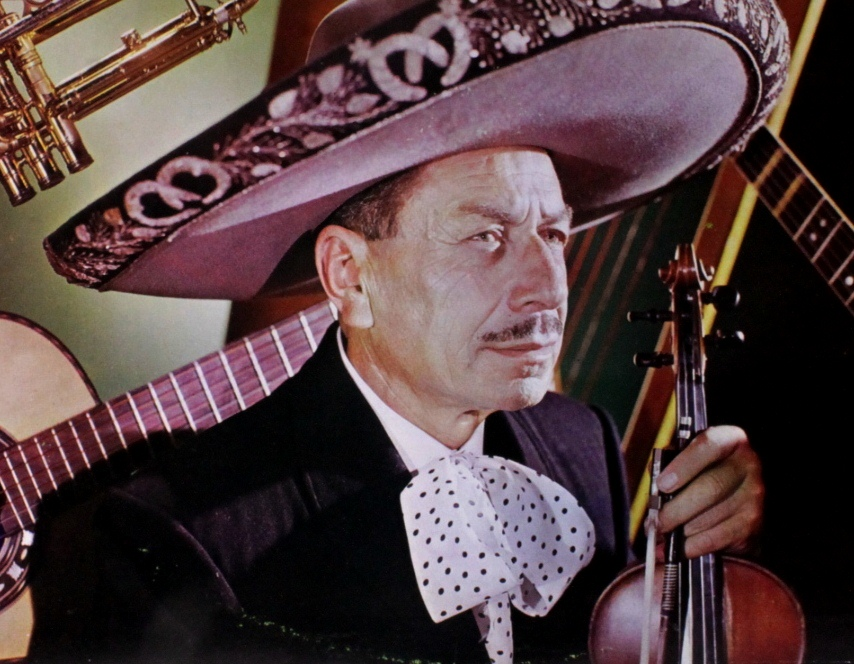
(1901-1985).

- le musée Silvestre Vargas à Tecalitlán ;
- l'ancien centre cérémoniel à Ahuijullo, au sud de la municipalité ;
- les spécialités culinaires locales telles que la birria[note 1] à base de viande de chèvre, de porc et de bœuf ; des bonbons aux fruits ; le punch à la grenade et à la goyave ;
- les fêtes de la Vierge de Guadalupe chaque année en décembre[1].

Tecalitlán est au cœur de la région d'origine de la musique mariachi. Le groupe mariachi Vargas de Tecalitlán, fondé dans les années 1890, est le plus célèbre représentant du genre bien qu'il soit maintenant basé à Mexico.

## Jumelage
- Calexico  États-Unis (depuis 2014)[7]